# Joan Llonch i Salas
Joan Llonch i Salas (Sabadell, 9 de febrer de 1902 - 14 de novembre de 1976) fou un industrial i financer català, fill de Francesc Llonch i Cañameras, director de l'empresa Llonch SA i amo del Vapor Llonch.

## Biografia
Era parent llunyà de Francesc Pi i Margall i besnet de Feliu Llonch i Mates. El 1919 s'afilià a la Lliga Regionalista, de la qual el gener de 1930 fou membre i de la Junta Directiva a Sabadell i el 1932 secretari de la Junta. El febrer de 1933 formà part de la Junta directiva de la Lliga Catalana i formà part de diverses comissions per a intentar solucionar problemes laborals. El 1924-1925 participà en l'elaboració dels Almanacs de les Arts i organitzà unes tertúlies a casa seva conegudes com els dilluns de Can Llonch, on aplegava intel·lectuals sabadellencs de diferents ideologies.
Va dirigir el diari La Ciutat (1932-1934) amb Ramon Arquer i Costajussà, Manuel de Montoliu i de Togores i Jaume Calvó i Casanovas. El 26 de gener de 1936 marxà a França. En esclatar la guerra civil espanyola Francesc Cambó li encarrega l'organització de l'Oficina de Propaganda i Premsa a París, de la que n'assumirà la direcció el gener de 1937. Deixà la direcció el maig de 1938 per discrepàncies amb l'orientació i, assabentat de la malaltia del seu pare, decidí tornar a Espanya. Establit a Doneztebe (Navarra), el 21 de setembre de 1938 ell i el seu pare, mort uns dies abans, foren denunciats per catalanistes. En acabar la guerra va tornar a Sabadell i es dedicà a la direcció de la seva empresa. Fou també president de la Mútua Sabadellenca d'Accidents del Treball (1939-1957), de l'Acadèmia de Belles Arts i del Patronat de l'Escola Industrial. Formà part durant trenta anys del consell d'administració del Banc de Sabadell (1946-1976), del que en fou nomenat president el 1976.
Inquiet promotor i mecenes en el món de les arts i de les lletres, va rebre per aquesta seva faceta el Premi Sant Lluc 1964. En els darrers anys de la seva vida es vinculà al nou Partit Liberal Català.